# Gigaspermaceae
Gigaspermaceae là một họ rêu trong bộ Gigaspermales.